# 창왕묘
창왕묘(昌王墓)는 고려 제33대 창왕의 묘다. 위치는 인천 강화군으로 추측하고 있으나 정확한 위치는 알 수 없다.